# Jorge Eduardo Londoño
Jorge Eduardo Londoño Ulloa (Puerto Boyacá, Boyacá, 25 de noviembre de 1960) es un político y abogado colombiano que fue gobernador del departamento de Boyacá durante el periodo comprendido entre 2004 a 2008 y elegido Senador de la república en las elecciones de marzo de 2010 por el Partido Verde. Dicho partido fue refundado en octubre de 2009 y dejó su antiguo nombre de Partido Verde Opción Centro, tras la adhesión de los exalcaldes de Bogotá, Antanas Mockus, Luis Eduardo Garzón y Enrique Peñalosa.

## Estudios
Londoño es abogado de la Universidad Externado de Colombia, inquieto por la vida pública y la gestión social, cuenta con estudios en el exterior en Derecho Público Comparado en el Instituto Universitario de Estudios Europeos de Torino (Italia).  En el año 1997, obtuvo su título como especialista en Derecho Público de la Universidad Externado de Colombia; en 2008, se especializó en la Universidad de Alicante España en Argumentación Jurídica, así mismo, obtuvo el título de Magíster Derecho Español e Internacional otorgado por la Universidad Alfonso X el Sabio en el año 2007. Además, ostenta el Doctorado en Cuestiones Actuales del Derecho Español e Internacional, de la Universidad Alfonso X el Sabio de España.

## Vida profesional
Entre los cargos público y privados desempeñados figuran:
- Secretario general de agricultura de la Gobernación de Boyacá (1991- 1992)
- Gerente de la industria licorera de Boyacá (1992-1994)
- Gerente de la lotería y beneficencia de Boyacá (1994-1995)
- Decano de la facultad de derecho, Universidad de Boyacá (1998)
- Vicerrector académico, Universidad de Boyacá (2000)
- Rector (e), Universidad de Boyacá (2002)
- Gobernador de Boyacá, (2004- 2007)
- Docente Universidad Santo Tomas sede Tunja (2007-2009)
- Senador de la república de Colombia (2010-2014)
- Decano de la Facultad de Derecho en la Universidad Santo Tomas  Seccional Tunja. (2014- 2016)
- Ministro de Justicia y del Derecho (Colombia) (2016- febrero de 2017 -)[6]
- Senador de la República de Colombia (2018 - 2022)
- Director general Servicio Nacional de Aprendizaje (2022-2026)

## Gobernador de Boyacá
En las elecciones para la Gobernación de Boyacá de 2003, venció por estrecho margen a su principal contrincante Pedro Alonso Sanabria, militante del partido Conservador Colombiano. Su gobierno al frente del departamento de Boyacá fue sobresaliente, con gestión destacada en las áreas de la salud, vías y seguridad, lo cual le valió varios reconocimientos, incluido el del presidente de la república Álvaro Uribe al final de su mandato como gobernador.
En su mandato llevó el Fútbol Profesional de la Categoría Primera A a Tunja con el Boyacá Chicó en el 2005.

## Senador de la República

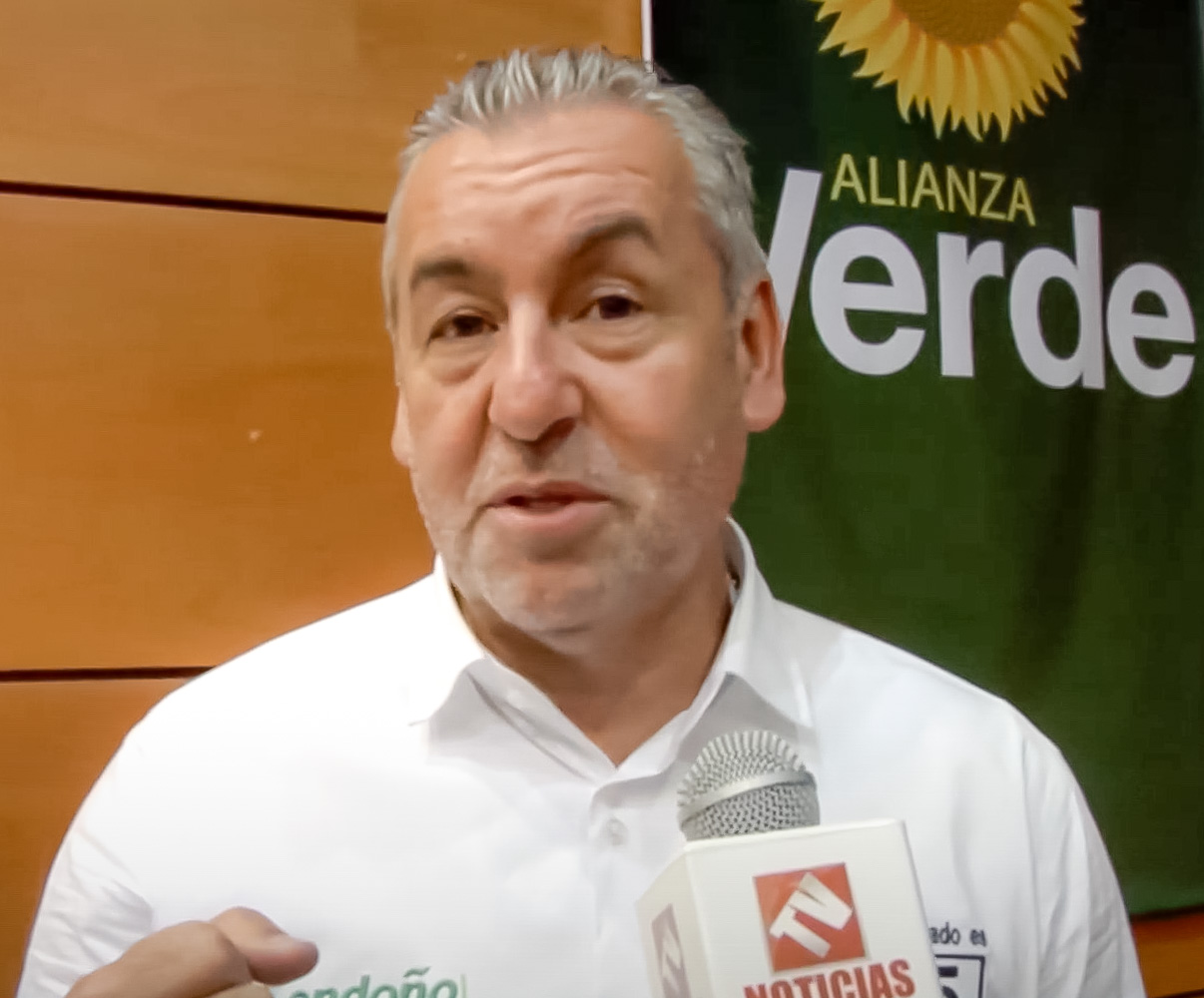
Londoño en 2016

Jorge Eduardo Londoño participó como candidato al Senado por el partido Verde en las elecciones para el Congreso de Colombia, para el periodo 2010-2014, resultando elegido con la votación más alta en su departamento (Boyacá), para esta corporación. En marzo de 2010 Londoño fue inhabilitado por la Procuraduría General de la Nación en fallo de primera instancia para ejercer cargos públicos por doce años por irregularidades en contratación estatal. Sin embargo, gracias a la apelación presentada pudo posesionarse temporalmente el 20 de junio de 2010. En abril de 2011, tras finalizar el proceso investigativo fue absuelto por la Procuraduría y anulado el fallo inicial que lo destituía e inhabilitaba para ejercer cargos públicos, motivo por el cual podrá seguir desempeñando su cargo como senador.